# تشيستر هولمز ألدريش
تشيستر هولمز ألدريش (بالإنجليزية: Chester Holmes Aldrich)‏ هو مهندس معماري أمريكي، ولد في 4 يونيو 1871 في بروفيدنس في الولايات المتحدة، وتوفي في 26 ديسمبر 1940 في روما في إيطاليا.